# Amir Mehdi

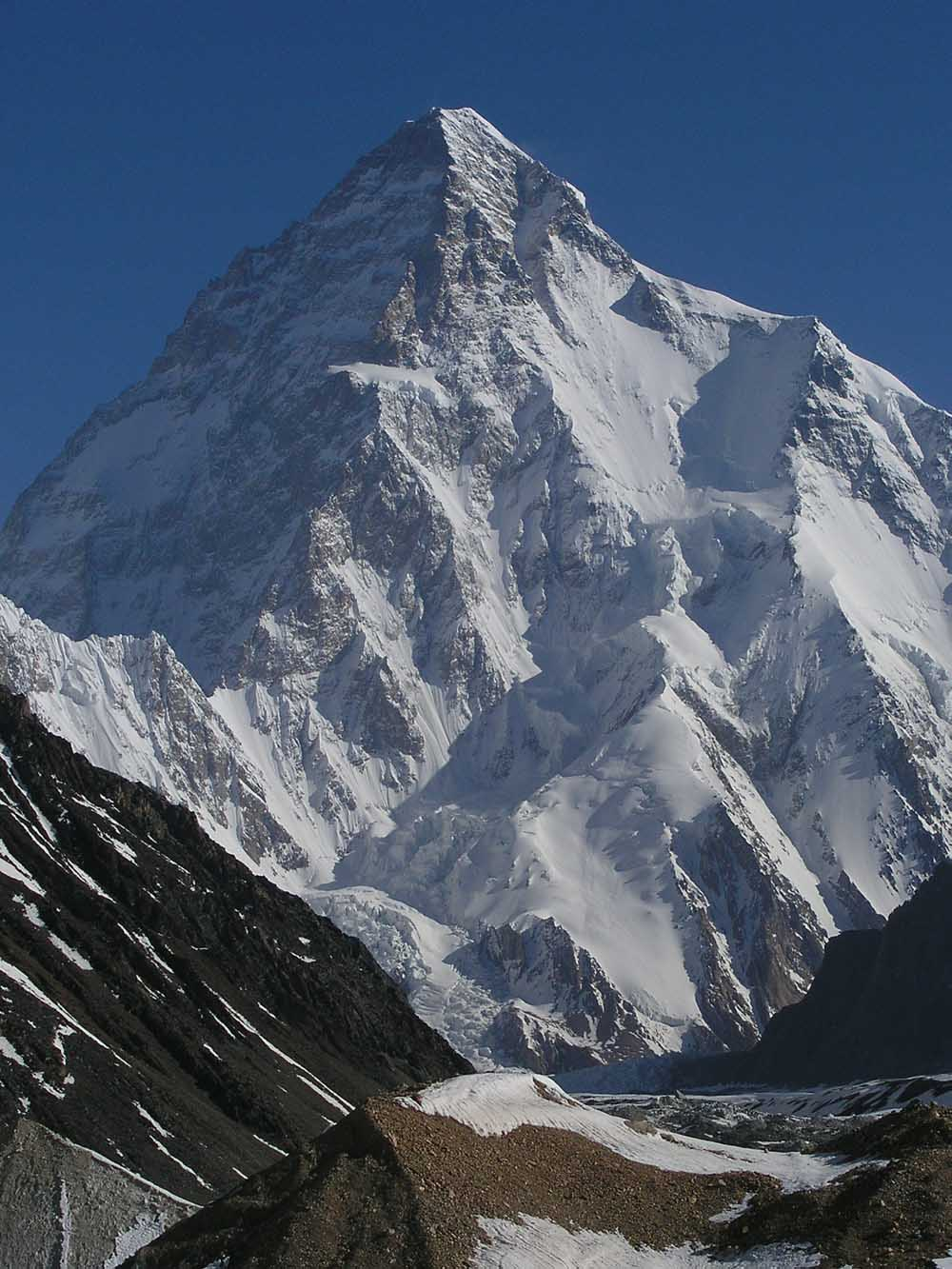
La muntanya del K2, on Mehdi hi perdé tots els dits dels peus.

Amir Mehdi (també conegut com a Amir Mahdi o Hunza Mahdi) (1913–1999) va ser un muntanyista pakistanès conegut per haver participat en l'expedició austríaca que va aconseguir realitzar el primer ascens al cim del Nanga Parbat, el 1953, i en l'expedició italiana que va aconseguir el primer ascens al cim del K2, el 1954. A més, juntament amb l'alpinista italià Walter Bonatti, són les persones conegudes que han sobreviscut una nit de bivac a l'aire lliure a més altitud, uns 8.100 metres, al K2 el 1954. També se'l coneix com a Hunza Tiger.
El juliol de 1953, un equipo austro-germànic va realitzar una expedició al Nanga Parbat. L'expedició va ser organitzada per un germà de Willy Merkl, Karl Herrligkoffer, de Múnic, essent el líder Peter Aschenbrenner, d'Innsbruck, qui havia participat en dos intents anteriors, el 1932 i el 1934. Hermann Buhl, un dels membres de l'equip, va intentar el cim i es va convertir en la primera persona en aconseguir-ho. En l'ascens, va ser assistit per dos camàlics d'ètnia Hunza, Amir Mehdi i Haji Baig. Posteriorment van ajudar Buhl en el descens, quan aquest va patir congelacions severes i va perdre el seu grampó.
En el transcurs de l'expedició italiana que va aconseguir el primer ascens al cim del K2, el 1954, Mehdi i Walter Bonatti van ser enganyats per Achille Compagnoni i Lino Lacedelli, que no volien que Bonatti els superés en l'ascens a la muntanya, i es van veure obligats a passar la nit al gel, a una alçada de 8.100 metres, convertint-se en el bivac a major altitud realitzat per una persona sense perdre la vida. Com que Mehdi portava unes botes militars normals, va perdre tots els dits dels peus per congelació, havent de passar vuit mesos a l'hospital per recuperar-se. El govern italià li concedí el rang de cavaller.